# Mandy (canción de Jonas Brothers)
«Mandy» es el primer sencillo de la banda pop-rock estadounidense Jonas Brothers de su álbum debut It's About Time. Fue lanzado como sencillo el 27 de diciembre del 2005.
La canción fue escrita acerca de una amiga de la familia llamada Mandy. La canción también fue presentada en Zoey 101: Music Mix, banda sonora de la serie Zoey 101, después la canción fue presentada en la primera película del programa Spring Break-Up.
La canción no tuvo éxito en los charts.